# Modèle de Kano
Le modèle de Kano est théorisé par Noriaki Kano en 1984 à partir du constat que la satisfaction et l'insatisfaction résultant chez un observateur de la perception d'un produit ou d'un service ne sont pas des concepts de valeur symétrique. D'après lui en effet, l'existence d'une caractéristique d'un produit/service peut satisfaire un utilisateur, sans que son absence ne provoque une sensation d'insatisfaction.

## Enjeu et intérêt du modèle
C'est une théorie intéressante et féconde pour l'évaluation, la conception et le développement d'une offre de produit/service:
- Elle se fonde sur la perception du client réel ou potentiel
- Elle prend en compte les attentes explicites mais peut faire émerger les attentes latentes (non exprimées) par ce client
- Elle permet de renouveler le cas échéant la vision initiale faite au début du cycle de vie et qui est sujette avec le temps à banalisation.

## Spectre des attentes vis-à-vis d'un produit/service
Les attributs d'un produit/service sont les supports des attentes des clients. Ils peuvent être classés en cinq catégories :
1. obligatoires, indispensables (Must-Be)
2. attractifs (attirantes)
3. proportionnelles ou linéaires (One-Dimensional)
4. indifférents
5. à double tranchant (Reverse)

1-Obligatoires, indispensables - (Must be)
Ces attributs souvent implicites - du fait qu'ils sont considérés comme essentiels : Leur présence et leur bon fonctionnement sont perçus comme « normaux » sinon obligatoires. S'ils remplissent leur rôle, tout va bien, mais la situation est juste normale. À l'inverse, leur absence ou leur dysfonctionnement provoquent immanquablement une insatisfaction - ressentie comme légitime- qui peut tourner à la frustration. Exemples : une porte qui ne ferme pas, une bouteille d'eau qui fuit.
2-Attractifs - (attirants)
Ces attributs rencontrent la satisfaction du client quand ils sont présents et fonctionnent effectivement. Ces attributs sont réputés ne pas faire « normalement » partie du produit. Leur perception constitue donc une « heureuse surprise », mais leur absence n’entraîne pas de mécontentement ou d'avis négatif sur le produit. Ces attributs augmentent la satisfaction de manière implicite : ils correspondent à des besoins latents ou émergents (pas vraiment exprimés, sinon inconscients). Exemples : un testeur de charge sur une pile, un thermomètre sur une brique de lait. Avec le temps l'utilisateur peut prendre l'habitude de trouver cet attribut et pourra donc s'étonner de sa disparition voire en être insatisfait (ex : le chocolat offert avec le café), l'attribut attractif devient alors indispensable.
3-Proportionnels ou linéaires - (One-Dimensional)
Ces attributs accroissent la satisfaction à proportion de la façon dont on les satisfait. La satisfaction ou l'insatisfaction résulte de l'adéquation de la performance constatée par rapport à la performance annoncée ou suggérée : Satisfaction quand ils sont présents et fonctionnent, insatisfaction lorsque ces attributs ne sont pas présents ou ne correspondent pas à l'attente créée.
Exemples : une pile censée durer 1h de plus que les autres, ou un paquet de biscuit avec 10 % de poids en plus au même prix.
Si l'argument est faux (la pile ne dure pas plus longtemps ou que ce n'est pas 10 %, mais 3 % en plus uniquement), le non-respect d'une attente créée provoque directement l'insatisfaction du client/consommateur. La frustration est proportionnelle à l'intensité de la promesse censée être faite par la présence de ces attributs.
4-Indifférents - (Zone d'indifférence)
De tels attributs ne provoquent pas du fait de leur présence/absence de mécontentement ou d'insatisfaction significatifs.
5-A double tranchant - (Reverse) 
Ces attributs - du fait de la diversité des opinions et des usages - sont interprétés par les uns comme un avantage (satisfaction) et considérés par d'autres comme un inconvénient (insatisfaction). Exemple : certains préfèrent utiliser un téléphone portable muni seulement de fonctions de base, tandis que d'autres ne jurent que par le « dernier cri » doté de toutes les options.

## Diagramme de Kano
Sur la base de cette nomenclature, quatre zones-fonctions (Indifférence, basique, performance, excitant) sont repérées sur le graphe suivant (en anglais) qui comporte deux axes :
L'axe vertical représente le niveau de satisfaction : En bas, le moins satisfait (dissatisfied), En haut, le plus satisfait (satisfied)
L'axe horizontal représente la prise en compte des attentes : à gauche faible couverture (Need not fullfilled), à droite forte couverture (Need well fullfilled).

### Zone basique
Elle correspond au descriptif « standard » du produit/service. Elle correspond aux attributs que DOIT posséder le produit pour rencontrer les besoins du client. Sans de tels attributs, le produit est réputé inutilisable, dénué de sens, invendable. Concrètement, c'est le descriptif minimal que doit posséder un produit pour espérer attirer le client. Un tel produit peut être qualifié d' « entrée de gamme ».
La connaissance de ces attributs est décisive dans le processus de création d'un produit : leur non prise en compte obère l'avenir d'un produit, voire la réputation de la marque. L'observation de la concurrence, des standards industriels, l'analyse de l'état de l'art ou à tout le moins la conduite d'une bonne analyse fonctionnelle, voire le simple bon sens, doivent conduire à les identifier. Exemple : L'absence de papier toilette dans les toilettes d'un restaurant/hôtel, représente un déni basique.

### Zone de la performance
Elle identifie ce qui va permettre de se distinguer de la concurrence non pas par une innovation, mais par une amélioration des attributs. Cela permet au client d'identifier le produit, et la marque comme performante. Les contenus peuvent correspondre aux axes suivants :
« plus c'est mieux » : Avoir plus pour le même prix, plus de kilomètres avec mon plein, plus d'articles pour le même prix, etc,
ou au contraire « moins c'est mieux » : moins de temps je passe dans la file d'attente, mieux c'est (supermarché, péage, poste,...), etc.
Les attributs de performance sont ceux dont le client va parler et discuter lorsqu'il prévoit un achat. L'effet produit peut être cumulatif : plus le produit rencontre la fonction performance du client plus il l'apprécie. Et, plus ces attributs sont performants, plus la satisfaction du client grandit.
Il faut être attentif à mettre en balance la satisfaction du client et le prix qu'il peut allouer. Le client n'est pas spontanément disposé à payer n'importe quel prix pour l'attribut, même si celui-ci est le plus performant du marché. Erreur cependant fréquente chez de nombreux industriels. Exemple de l'argument consommation des voitures : moins la voiture consomme, plus le client est censé être satisfait. Malgré cela, les voitures hybrides ou totalement électriques restent globalement trop chères pour la majorité des clients.

### Zone d'excitation
Les attributs d'excitation du client ne sont pas des attributs facilement identifiables par une enquête ou par une étude de marché. Encore à l'état de concept ou tout juste sortis des cartons des bureaux d'études, c'est là que s'expriment la créativité et le développement.
Les résultats sont gratifiants quand ils rencontrent les attentes ou besoins du client.
Ces attributs inédits provoquent une « heureuse surprise » du client devant le produit : Oh, un appareil photo sur un GSM ! Comment n'y a-t-on pas pensé plus tôt ?!
Ces attributs innovants peuvent mener à de nouveaux besoins dont le client n'avait peut-être pas conscience auparavant.
Plus les consommateurs pensent et parlent de ces innovations, plus ils veulent l'acheter. Il faut être le premier !

Exemples : Apple et son baladeur MP3 iPod, Apple et son iPhone à écran tactile, etc.

## Autres remarques méthodologiques
- Importance de la Variable temps, lié à l'habitude : un attribut peut plus ou moins vite passer d'une Zone-fonction à l'autre. Ainsi, dans le high-tech, un attribut passe de la zone-fonction excitante à performante et même basique en quelques mois et peut-être moins. Inversement, un attribut que l'on a l'habitude de trouver en zone basique aura tendance à passer en zone excitante au bout d'un certain temps (exemple : La durée de vie des batteries des téléphones portables. Le chocolat qui revient avec le café alors qu'il était supprimé depuis un moment et que l'on s'y était habitué).
- Le questionnement du client à propos de la valeur accordée à tel ou tel attribut doit être d'une qualité impeccable : l'échelle de subjectivité d'un individu peut être importante et l'agrégation de préférences individuelles en une fonction de préférence collective demeure un exercice délicat.